# Bunaba jezici
Bunabanski jezici (Bunaban), malena porodica australskih jezika koja obuhvaća svega (2) jezika kojima se služi stotinjak ljudi iz dva plemena Konejandi i Bunaba ili Punaba Aboridžina iz Zapadne Australije. Predstavljaju je jezici bunaba [bck] i gooniyandi [gni].

## Vanjske poveznice
- Ethnologue (14th)
- Ethnologue (15th)